# Hospital del Henares (metropolitana di Madrid)
Hospital del Henares è una stazione della linea 7 della metropolitana di Madrid.
Si trova presso l'Hospital del Henares, nel comune di Coslada.

## Storia
La stazione è stata inaugurata il 5 maggio 2007 insieme al tratto del MestroEste, ma divenne operativa soltanto l'11 febbraio 2008, quando venne aperto al pubblico l'ospedale.

## Accessi
Vestibolo Hospital del Henares
- Hospital del Henares Camino Labor